# Южный университет штата Коннектикут
Южный университет штата Коннектикут (англ. Southern Connecticut State University) — общественный университет США, расположенный в Нью-Хейвене, штат Коннектикут. Один из четырёх университетов, входящих в систему Университета штата Коннектикут.

## История
Основан в 1893 году как двухгодичный колледж для подготовки учителей. С 1937 года колледж перешел на полные (4-летние) программы высшего образования подготовки бакалавров. В 1983 году переименован в Университет Южного Коннектикута.
Является центром педагогического образования, университет выпустил больше учителей и директоров школ чем любое другое высшее учебное заведение штата Коннектикут.

## Известные выпускники
- Амендола, Тони — американский актёр.
- Дебрито, Джон — американский футболист, провёл шесть матчей за сборную США.
- Оксеан, Оливье — канадский футболист, нападающий немецкого «Айнтрахта» и сборной Канады.
- Осорио, Хуан Карлос — колумбийский футбольный тренер, как главный тренер работал в Колумбии, Мексики, США, Бразилии, в 2015—2018 годах — главный тренер сборную Мексики, с 2018 года главный тренер сборную Парагвая.
- Петке, Майк — американский футболист и тренер.
- Ройсевич, Сюзан — американская баскетболистка.
- Фантано, Энтони — американская музыкальный критик.
- Хейс, Джаханна — учитель года США (2016), конгрессмен США от 5-го округа штата Коннектикут (с 2019 года).